# العشر الأواخر
العشر الأواخر من شهر رمضان المبارك هي أفضل عشر ليال للعبادة، والعمل الصالح، تبدأ من ليلة 21 رمضان حتى ليلة 30 رمضان إذا كان الشهر كاملا. وفي العشر الأواخر يتحرى المسلمون ليلة القدر بما لها من مكانة. قال الله تعالى: ﴿لَيْلَةُ الْقَدْرِ خَيْرٌ مِنْ أَلْفِ شَهْرٍ﴾.

## أهميتها
للعشر الأواخر من رمضان عند النبي صلى الله عليه وسلم وأصحابه أهمية خاصة ولهم فيها هدى خاص، فقد كانوا أشد ما يكونون حرصاً فيها على الطاعة، والعبادة والقيام والذكر، وغيرها مما كان يحرص عليها الأولون وينبغي علينا الاقتداء بهم. وفي الحديث: «عن عائشة رضي الله عنها، قالت: كان رسول الله ﷺ: يجتهد في العشر الأواخر ما لا يجتهد في غيره».

### تحري ليلة القدر
هو الاجتهاد في العبادة والعمل الصالح، طلبا لليلة القدر في الوتر من العشر الأواخر من رمضان، وفي الحديث: «عن عائشة رضي الله عنها، أن رسول الله ﷺ قال: "تحروا ليلة القدر في الوتر من العشر الأواخر من رمضان"».

### إحياء الليل
فقد ثبت في الصحيحين «عن عائشة رضي الله عنها قالت: كان رسول الله صلى الله عليه وسلم إذا دخل العشر شدَّ مئزره، وأحيا ليله وأيقظ أهله». ومعنى إحياء الليل: أي استغرق معظمه بالسهر في الصلاة والذكر وغيرهما من أنواع العبادات، وقد جاء عند النسائي عنها أنها قالت: «لا أعلم رسول الله قرأ القرآن كله في ليلة ولا قام ليلة حتى أصبح ولا صام شهراً كاملاً قط غير رمضان». فعلى هذا يكون إحياء الليل المقصود به أنه يقوم أغلب الليل، ويحتمل أنه كان يحي الليل كله كما جاء في بعض طرق الحديث.
وقيام الليل في هذا الشهر الكريم وهذه الليالي الفاضلة لاشك أنه عمل عظيم جدير بالحرص والاعتناء حتى نتعرض لرحمات الله جل شأنه.

### إيقاظ الرجل أهله للصلاة
فقد كان من هديه علية الصلاة السلام في هذه العشر: أنه يوقظ أهله للصلاة كما في البخاري عن عائشة، وهذا حرص منه  على أن يدرك أهله من فضائل ليالي هذا الشهر الكريم ولا يقتصر على العمل لنفسه ويترك أهله في نومهم، كما يفعل بعض الناس وهذا لاشك أنه خطأ وتقصير ظاهر.

### شد المئزر
ومن الأعمال أن النبي كان إذا دخل العشر شد المأزر كما في الصحيحين والمعنى أنه يعتزل النساء في هذه العشر وينشغل بالعبادة والطاعة وذلك لتصفو نفسه عن الأكدار والمشتهيات فتكون أقرب لسمو القلب إلى معارج القبول وأزكى للنفس لمعانقة الأجواء الملائكية وهذا ما ينبغي فعله للسالك بلا ارتياب.

### الاعتكاف
ومما ينبغي الحرص الشديد عليه في هذه العشر: الاعتكاف في المساجد التي تصلي فيها، فقد كان هدى النبي صلى الله علية وسلم المستمر الاعتكاف في العشر الأواخر حتى توفاه الله كما في الصحيحين عن عائشة.
وانما كان يعتكف في هذه العشر التي تطلب فيها ليلة القدر قطعاً لانشغاله وتفريغاً للياليه وتخلياً لمناجاة ربه وذكره ودعائه، وكان يحتجز حصيراً يتخلى فيه عن الناس فلا يخالطهم ولا ينشغل بهم وقت العبادة إلا للحاجة.
وقد روى البخاري أنه  اعتكف في العام الذي قبض فيه عشرين يوما.
قال الإمام الزهري : «عجباً للمسلمين تركوا الاعتكاف مع أن النبي محمد  ما تركه منذ قدم المدينة حتى قبضه الله عز وجل».

## أسرار الاعتكاف
ومن أسرار الاعتكاف صفاء القلب والروح إذ أن مدار الأعمال على القلب كما في الحديث «ألا وأن في الجسد مضغة إذا صلحت صلح الجسد كله وإذا فسدت فسد الجسد كله ألا وهي القلب.»
فلما كان الصيام وقاية للقلب من مغبة الصوارف الشهوانية من فضول الطعام والشراب والنكاح فكذلك الاعتكاف ينطوي على سر عظيم وهو حماية العبد من أثار فضول الصحبة وفضول الكلام وفضول النوم وغير ذلك من الصوارف التي تفرق أمر القلب وتفسدُ اجتماعه على طاعة الله.
ومما يجدر التنبة عليه هنا أن كثيراً من الناس يعتقد أنه لا يصح له الاعتكاف إلا إذا اعتكف كل أيام العشر ولياليها، وبعضهم يعتقد أنه لابد من لزوم المسجد طيلة النهار والليل وإلا لا يصح اعتكافه، وهذا ليس صواباً إذ أن الاعتكاف وإن كانت السنة فيه اعتكاف جميع العشر إلا أنه يصح اعتكاف بعض العشر سواءً نهاراً أو ليلها كما يصح أن يعتكف الإنسان جزءً من الوقت ليلاً أو نهاراً إن كان هناك ما يقطع اعتكافه من المشاغل فإذا ما خرج لأمر مهم أو لوظيفة مثلاً استأنف نية الاعتكاف عند عودته، لأن الاعتكاف في العشر مسنون. أما إذا كان الاعتكاف واجباً كأن نذر الاعتكاف مثلاً فأنه يبطل بخروجه من المسجد لغير حاجة الإنسان من غائط وما كان في معناه كما هو مقرر في موضعه من كتب الفقه.

## قراءة القران الكريم
ومن أهم الأعمال في هذا الشهر وفي العشر الأواخر منه على وجه الخصوص تلاوة القرآن الكريم بتدبر وخشوع ,واعتبار معانيه وأمره ونهيه قال تعالى. (شهر رمضان الذي أنزل فيه القرآن هدى للناس وبينات من الهدى والفرقان) فهذا شهر القرآن، وقد كان النبي صلى الله علية وسلم يدارسه جبريل في كل يوم من أيام رمضان حتى يتم ما أنزل عليه من القرآن وفي السنة التي توفي فيها قرأ القرآن على جبريل مرتين.
وقد أرشد النبي إلى فضل القرآن وتلاوته فقال (إقروا القرآن فان لكم بكل حرف حسنة والحسنة بعشر أمثالها أما إني لا أقول ألم حرف ولكن ألف حرف ولام حرف وميم حرف)رواه الترمذي وإسناده صحيح واخبر النبي أن القرآن يحاج عن صاحبه يوم العرض الأكبر فقال(يوتى يوم القيامة بالقرآن وأهله الذين كانوا يعملون به في الدنيا تقدمه سورة البقرة وآل عمران تحاجان عن صاحبهما) رواه مسلم
ولقد كان السلف اشد حرصاً على تلاوة القرآن وخاصة في شهر رمضان فقد كان الأسود بن يزيد يختم المصحف في ست ليالي فإذا دخل رمضان ختمه في ثلاث ليال فإذا دخلت العشر ختمه في كل ليلة، وكان الشافعي يختمه في العشر في كل ليلة بين المغرب والعشاء وكذا روي عن أبي حنيفة.
وقد أفاد الحافظ بن رجب أن النهي عن قراءة القرآن في أقل من ثلاث إنما هو على الوجه المعتاد أما في الأماكن الفاضلة كمكة لمن دخلها أو في الأوقات الفاضلة كشهر رمضان والعشر منه فلا يكره وعليه عمل السلف